# Sølvskatten fra Herringe
Sølvskatten fra Herringe er et depotfund af sølvmønter fra vikingetiden, som blev fundet ved landsbyen Herringe på Fyn syd for Odense i 2008 og 2009.
De første mønter blev fundet den 12. december 2008 af en amatørarkæolog. Han fandt 29 mønter, et sølvarmbånd og halvdelen af en thorshammer. Odense Bys Museer foretog en udgravning i april 2009, og arkæologerne fandt sammenlagt 55 islamiske mønter kaldet dirham, lidt brudsølv samt et lille bronzeøje, der har siddet som pynt på en spydspids. Hele fundet vejede 257 g. Mønterne stammede primært fra Samanidriget, og de fleste er slået i perioden år 900-954.
Skatten er en af de største samlinger af sølv, der er fundet på Fyn.